# المسيرة الطويلة 10 (صاروخ)
صاروخ المسيرة الطويلة 10  ( (بالصينية: 长征十号) ومعروفة أيضًا بـ «مركبة الإطلاق المأهولة من الجيل التالي»)، وسابقًا وبشكل غير رسمي باسم «صاروخ 921» ( (بالصينية: 921火箭) ) أو «المسيرة الطويلة 5G» (وهو تطوير للمسيرة الطويلة 5)، هو صاروخ حامل صيني فائق الثقل للمهام القمرية المأهولة، وهو قيد التطوير حاليًا. يُشير لقب "921" إلى تاريخ تأسيس برنامج رحلات الفضاء المأهولة الصيني. في عام 2022م، كان من المقرر أن تُجرى أول رحلة في عام 2027م.  في أبريل 2024م، أُعلن عن اكتمال تطوير البرنامج. 
ستكون صاروخ المسيرة الطويلة 10 القياسي قادرة على رفع 70 طنًا إلى مدار أرضي منخفض (LEO) و27 طنًا إلى مسارات الحقن القمري. 